# Sakhil Alakhverdovi
Sakhil Alakhverdovi est un boxeur géorgien né le 9 janvier 1999.

## Carrière
Sa carrière amateur est principalement marquée par un titre européen en  2022 dans la catégorie des poids pailles et une médaille d'argent remportée aux Jeux européens de 2019 dans la catégorie des poids mi-mouches.

## Palmarès

### Championnats d'Europe
- Médaille d'or en -48 kg en 2022 à Erevan, Arménie

### Jeux européens
- Médaille d'argent en -49 kg en 2019 à Minsk, Biélorussie

## Référence
1. ↑  (en) Résultats des épreuves de boxe aux Championnats d'Europe de boxe amateur 2022 (amateur-boxing.strefa.pl)
2. ↑  (en) Résultats des Jeux européens 2019 (amateur-boxing.strefa.pl)